# SBA Airlines
La SBA Airlines, fino al 2008 nota come Santa Bárbara Airlines, era una compagnia aerea con sede a Caracas, nel Venezuela, che operava su rotte nazionali ed internazionali.
La compagnia aveva hub principale nell'aeroporto Internazionale Simón Bolívar di Maiquetía e hub secondario presso l'aeroporto Internazionale La Chinita, a Maracaibo.

## Incidenti
Il 21 Febbraio 2008 il volo Santa Barbara Airlines 518 da Mérida a Caracas, operato da un ATR 42, si schiantò contro il fianco di una montagna poco dopo il decollo, uccidendo tutte le 46 persone a bordo.

## Flotta

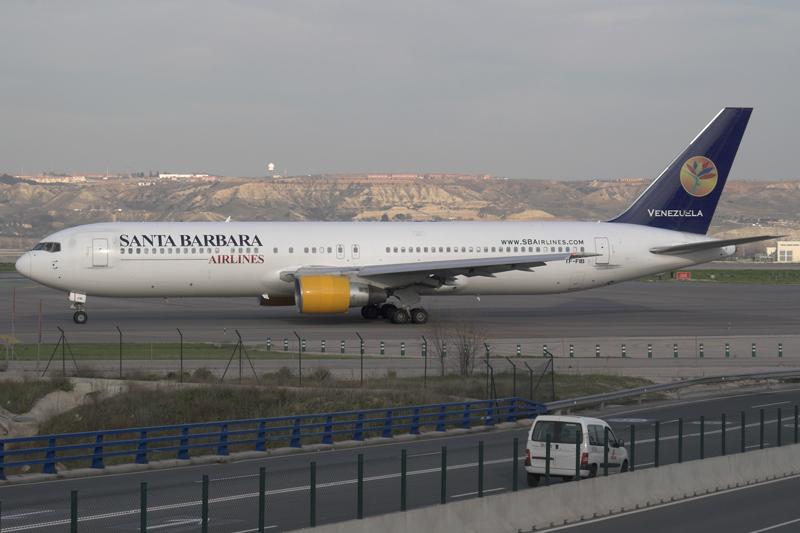
Un Boeing 767 nella vecchia livrea Santa Bárbara Airlines all'aeroporto di Madrid-Barajas.

Al 2017, la flotta SBA Airlines era costituita dai seguenti aeromobili con un'età media di 22,9 anni.